# Anna Prucnal chante Vertinski
Anna Prucnal chante Vertinski est un album de la chanteuse française d'origine polonaise, Anna Prucnal.

## Liste des titres
1. Octobre 1917[2]
2. Par une longue route
3. Le Nègre violet (ou Le nègre lilas) 1916
4. Le Tango du magnolia (Bessarabie, 1931)
5. Le Petit créole
6. La Petite ballerine
7. Le Perroquet Flaubert
8. Sur la mer rose
9. C'était un triomphe
10. Ce que je dois dire
11. Dans la steppe moldave (Bessarabie, 1925)
12. Les Villes étrangères (1936)
13. L'Ange jaune
14. Le Diner d'adieu (Chine, Pindao, 1939)